# Хуншань
Хуншанська культура (спрощена китайська: 红山文化; традиційна китайська: 紅山文化; піньінь: Hóngshān wénhuà) була неолітичною культурою в басейні річки Західний Ляо на північному сході Китаю. Знахідки Хуншань виявлені на території, що простягається від Внутрішньої Монголії до Ляоніна, і датуються приблизно 4700-2900 роками до нашої ери.

## Господарство
Подібно до культури Яншао, культура Хуншань культивувала просо. Ізотопний аналіз показує, що просо становило до 70 % раціону в ранню Хуншань та до 80 % у пізню. Судячи з зображень, залишених представниками цієї культури, важливе місце в її житті посідало свинарство.

## Мистецтво
Культура Хуншань відома своїми виробами з нефриту: статуетками, підвісками та кулонами. Багато з них воконані в формі реальних і міфічних тварин: риб, цикад, черепах, драконів. Характерна тварина в культурі Хуншань — це «дракон-свиня» з рилом. Також культура Хуншань створила численні глиняні фігури людей та настінні розписи. В тому числі, можливо, найраніші відомі скульптури людей реального розміру, що датуються 3500 роком до н. е.

## Релігія
У мистецтві культури Хуншань поширені зображення вагітних жінок, проте всі відомі похованні чоловічі. Можливо, жінки були шаманками. В Ніухеляні виявлено залишки круглого храмового комплексу з прямокутним вівтарем. Споруда орієнтована за віссю північ-південь, навколишні споруди розташовані симетрично. В храмі містилися глиняні фігурки, глиняна посудина та глиняна маска. Умовна назва святині — «храм богині-матері».
У гробниці клали вироби з нефриту, виконані в формі підков, хмар, а також нефритові диски бі.15 гробниць культури Хуншань містять нефритові статуетки «драконів-свиней».

## Галерея

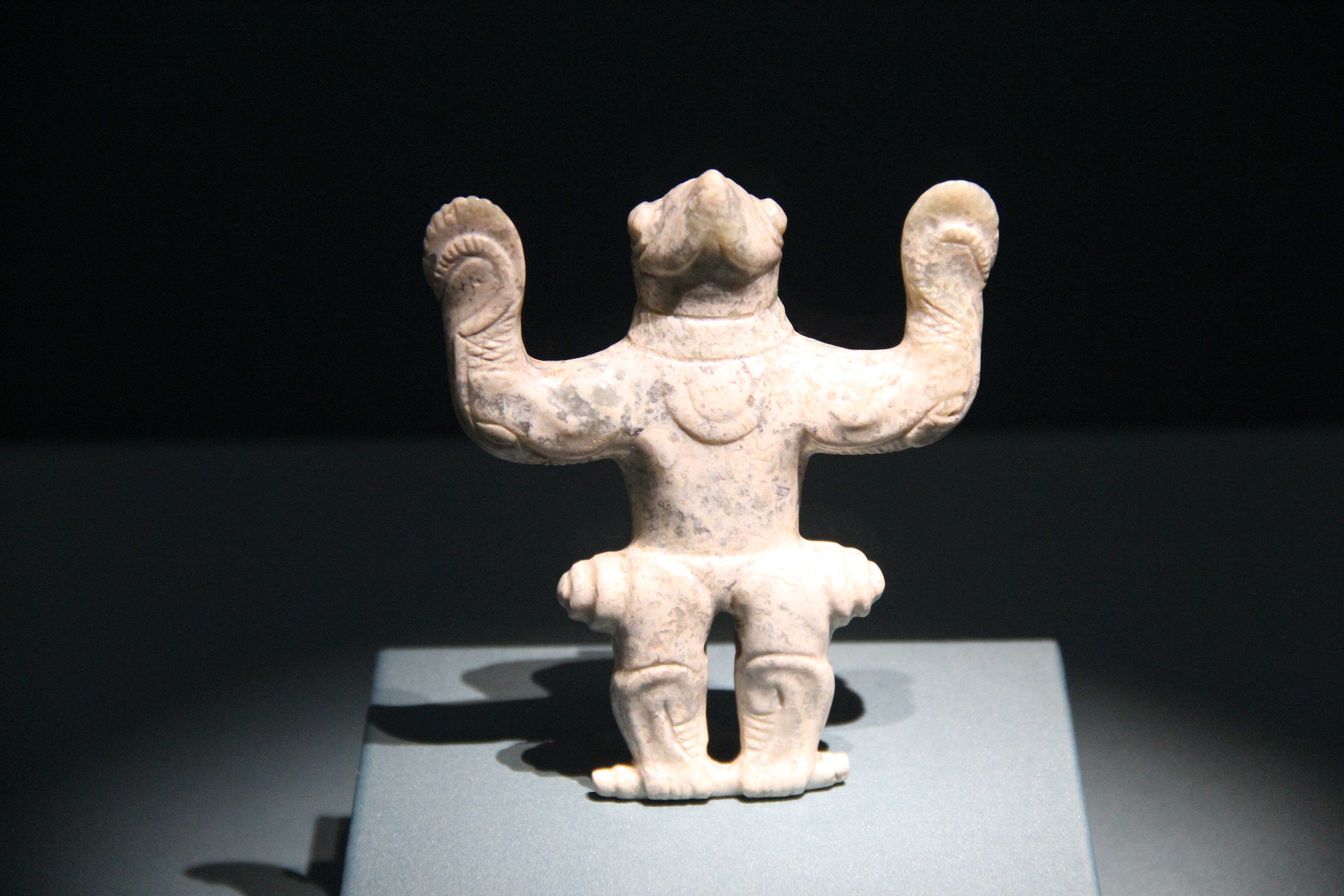
Нефритова фігурка звіра
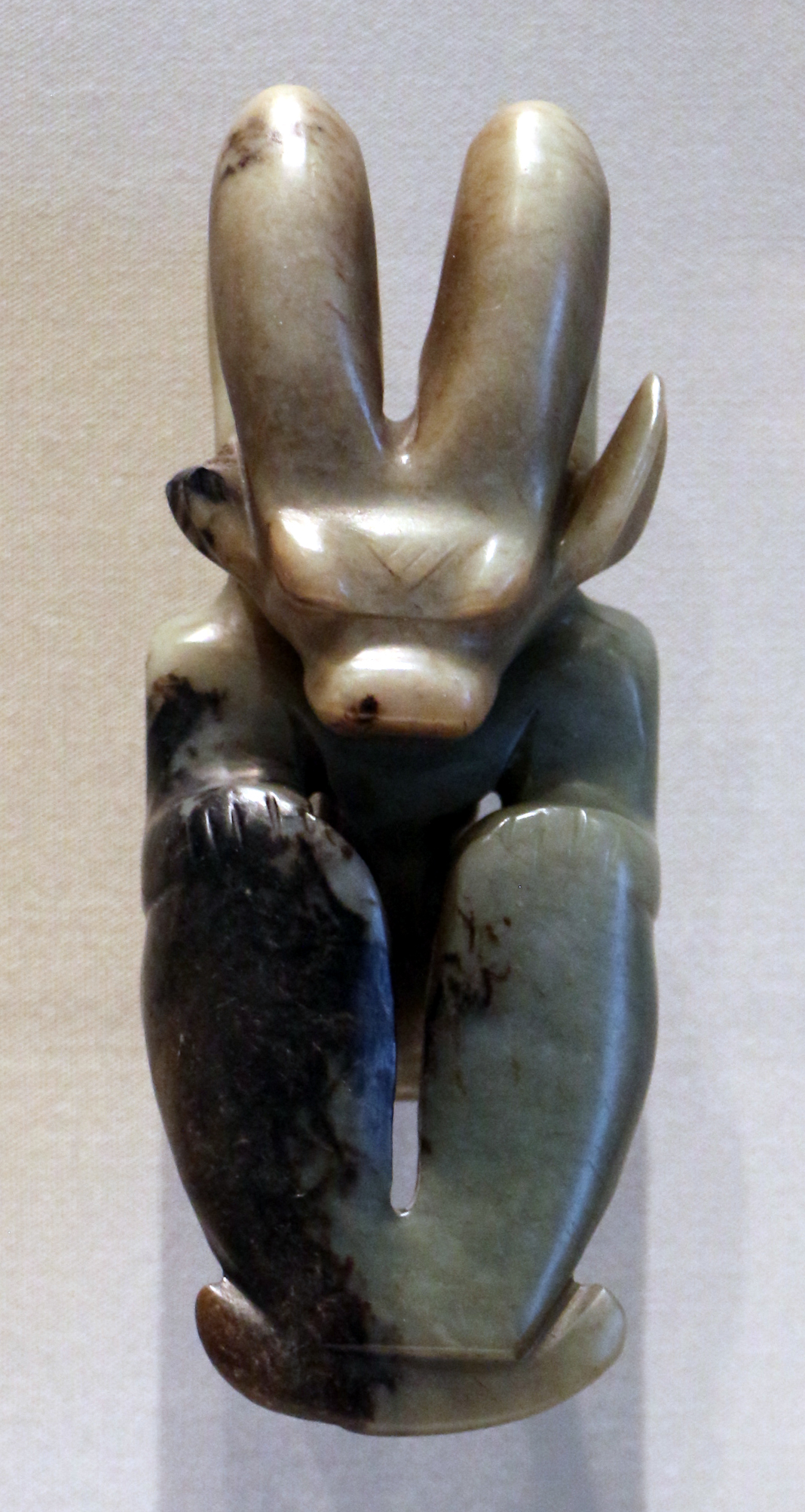
Нефритовий амулет у вигляді рогатої істоти
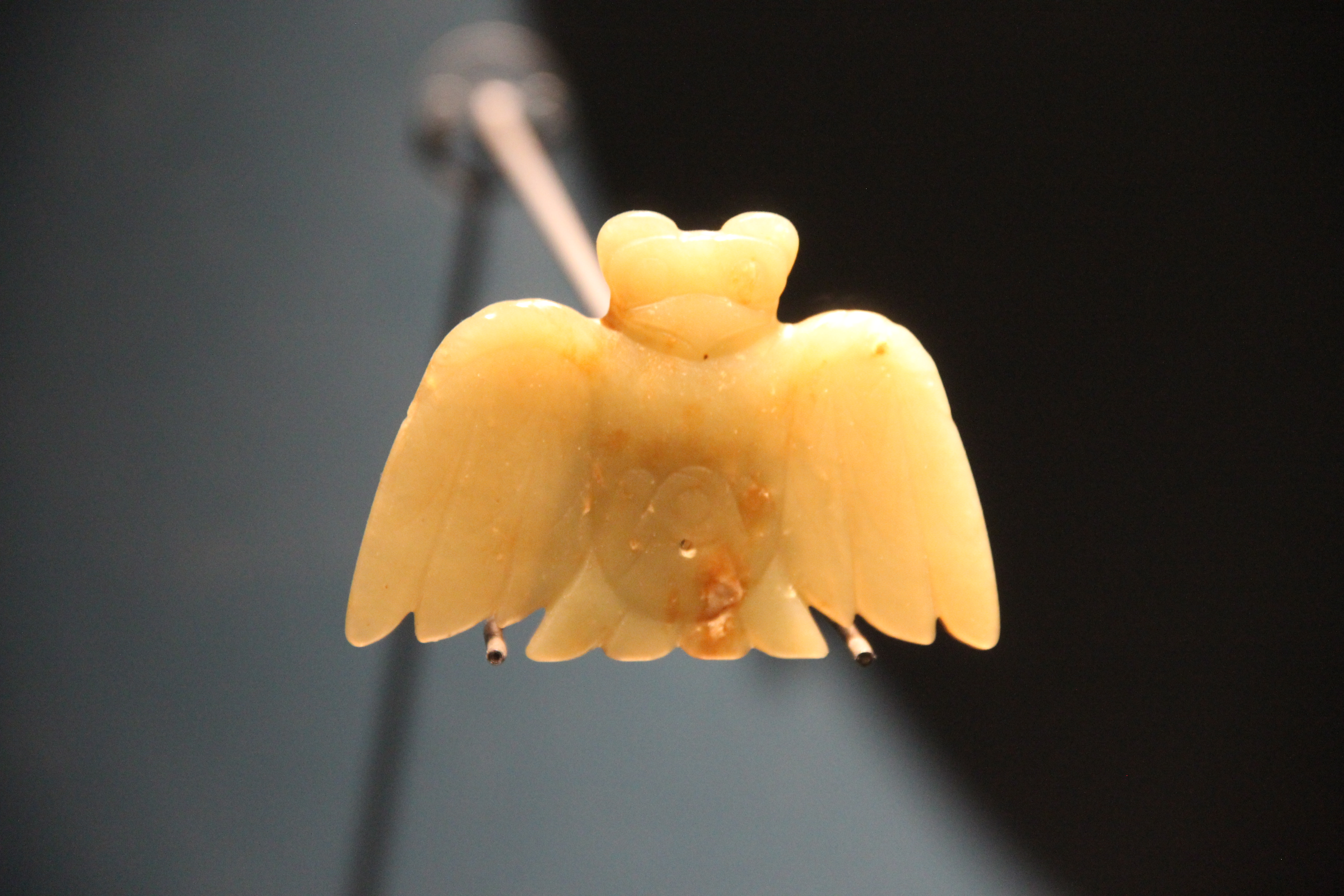
Птахоподібний нефритовий амулет
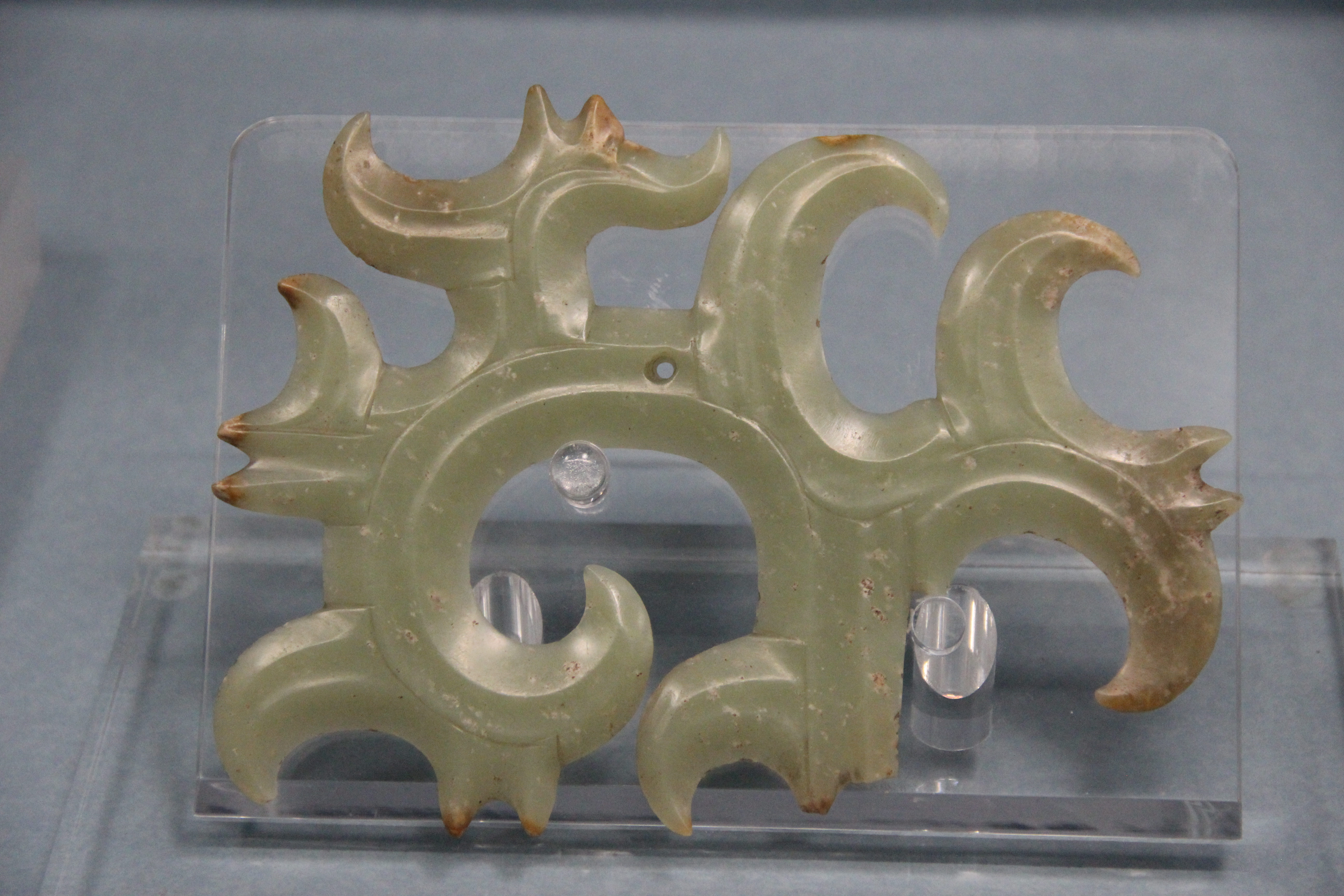
Нефритовий виріб у формі хмари
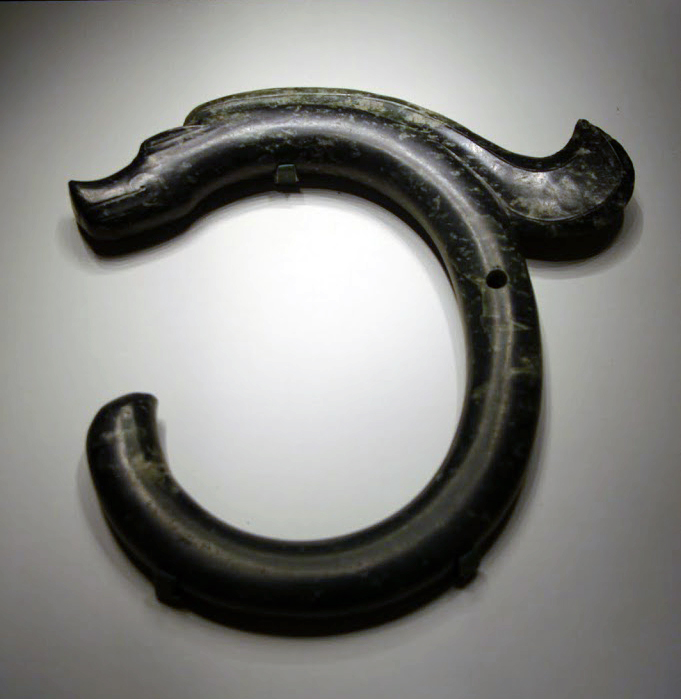
Нефритове зображення дракона
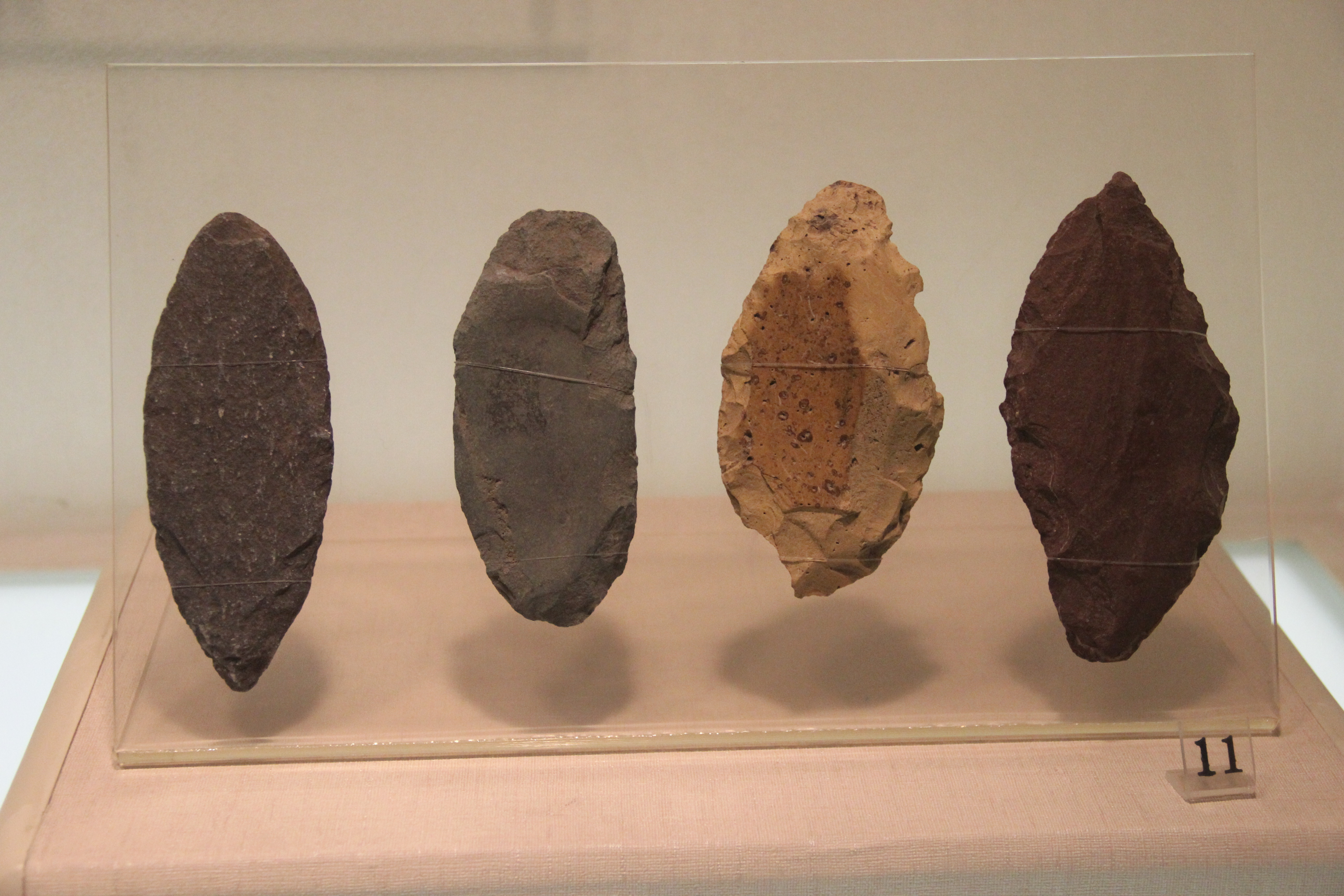
Кам'яні знаряддя
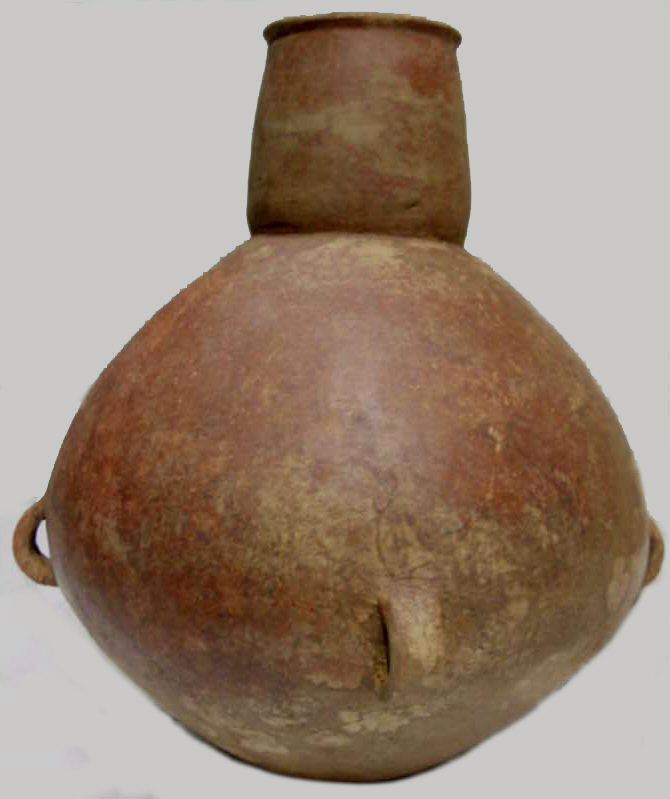
Глиняний глек з чотирма ручками
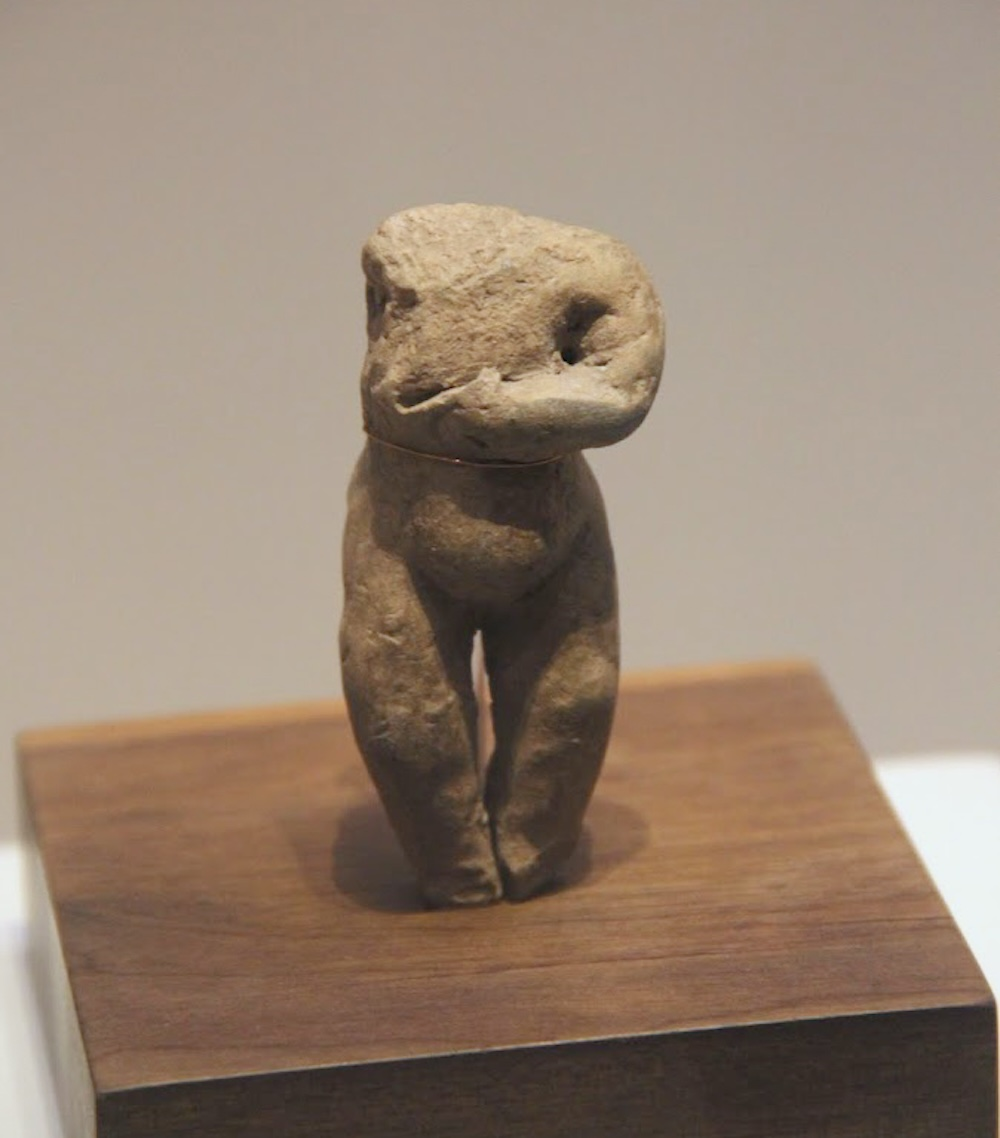
Фігурка вагітної жінки